# Феліпе Коломбо
Феліпе Коломбо (ісп. Felipe Colombo; народився 8 січня 1983 Мехіко) — аргентинський актор і співак. Відомий, перш за все, роллю Мануеля Агіре (Manuel Agire) в популярному молодіжному серіалі «Буремний шлях». Разом з іншими героями телесеріалу був учасником поп-групи Erreway.

## Біографічні відомості
Феліпе Коломбо народився в Мехіко, син аргентинського актора Хуан Карлоса Коломбо і мексиканської актриси театру Патрісія Ерія. Має молодшу сестру Соль.
Закінчив початкову школу «Ермінь Альмендара» (Мексика), навчання продовжив у терміні в Аргентині в коледжах «Хосе Марті» і в «Сан-Франциско».
У Мексиці Феліпе у вільний час подобалося гуляти з друзями і грати на гітарі (це його хобі, яке він продовжує реалізувати і донині). Також актор до свого хобі відносить захоплення медициною.
З 4 років Феліпе знав, що таке театр і ріс в атмосфері творчості. У 6 років він уже взяв участь в театральній постановці «Між усіма, якщо можуть» під керуванням Хуаном Карлосом Коломбо. Далі пішла його подальша робота в театрі: «Дідусь і я» (за яку він отримав нагороду найкращого молодого актора), «Гримаса», «Життя короля Едуардо II Англії», «Викрадачі часу».
Два роки ходили чутки про його стосунки із Луїсаною Лопілато (партнеркою за серіалами «Дітвора» і «Буремний шлях»). В даний час вони пов'язані гарною дружбою.
У 2005 році Феліпе був заручений з моделлю Сесілією Бонель, більш відомою як Чеча Бонель. В даний час (з 2007 р.) у нього роман із Сесілією Коронадо.
У актора є родичі в провінції Сан-Хуана, звідки походить його батько.
Любить аргентинський рок. Його улюблені аргентинські особистості: Норма Алеандро, Хуліо Чавес. Є шанувальником Роберта Давні Молодшого. Є фанатом футболу.

## Дещо про нього
- Знак зодіаку: козеріг
- Улюблене число: 8
- Улюблений колір: Блакитний
- Улюблені заняття: футбол і альпінізм
- Улюблена футбольна команда: Boca
- Улюблені фільми: Matrix, Los Sospechosos de Siempre
- Хобі: Фотографія (навіть закінчив спеціальні курси), відео

## Фільмографія
- Очерет. Представлення (2007) Ca?itas. Presencia . Emmanuel
- Чотири дороги (2004) Erreway: 4 caminos . Manuel
- Флорісьєнта (серіал) (2004—2005) Floricienta . Miki
- Буремний шлях (серіал) (2002—2003) Rebelde Way . Manuel Aguirre
- Дітвора: Куточок світла (2001) Chiquititas: Rinc?n de luz . Felipe Mej?a
- Паж (1999) Paje, El
- Кинза і петрушка (1995) Cilantro біля perejil . Carlitos
- Маленькі янголи (серіал),

## Дискографія
Erreway
- Señales (2002)
- Tiempo (2003)
- Memoria (2004)